# Vorhalt (Recht)
Bei einem Vorhalt im Strafprozess handelt es sich um einen Vernehmungsbehelf. Dabei wird es entgegen dem gemäß §§ 250 ff. StPO nicht erlaubten Verlesen von Urkunden bzw. früher aufgenommenen Vernehmungsprotokollen als zulässig erachtet, deren Inhalt zum Zwecke des Vorhalts vorzulesen. Dabei darf jedoch in keinem Fall der Inhalt des verlesenen Protokolls als Grundlage der Beweiswürdigung dienen. Verwertbar ist lediglich das, was der Betroffene bezogen auf den Vorhalt äußert. Dies gilt selbst dann, wenn der Betroffene angibt, das, was er protokolliert habe, stimme mit der Wahrheit überein. Abzugrenzen ist der Vorhalt gegenüber der Protokollvorlesung zur Gedächtnisunterstützung (§ 253 Abs. 1 StPO), bei der ein Protokoll vorgelesen werden darf, um das Gedächtnis des Betroffenen zu unterstützen. Im Gegensatz zum Vorhalt handelt es sich dabei nicht lediglich um einen Vernehmungsbehelf, sondern um einen Urkundenbeweis. 
Eine weitere Bedeutung im deutschen Rechtsraum ist der Vorhalt des Tatvorwurfes im Status Beschuldigter. Hierbei wird der Tatverdacht unter Nennung des Deliktes und der Fakten hinsichtlich der Erfüllung etwaiger Tatbestände, die auf dringenden Tatverdacht hindeuten, durch einen Staatsanwalt oder durch einen Polizeivollzugsbeamten eröffnet. Ein Kurzsachverhalt ist in der Regel beigefügt. Dies kann in Schriftform (z. B. Haftbefehl) oder zunächst nur mündlich erfolgen.